# Importació
En economia, la importació és el transport legítim de béns i serveis nacionals exportats per un país pretesos per al seu ús o consum en l'interior d'un altre país. Les importacions poden ser qualsevol producte o servei rebut dins de la frontera d'un Estat amb propòsits comercials. Les importacions són generalment portades a terme sota condicions específiques. Les importacions permeten als ciutadans adquirir productes que en el seu país no es produeixen, o més barats o de major qualitat, beneficiant-los com consumidors. Al realitzar-se importacions de productes més econòmics, automàticament s'està lliurant diners perquè els ciutadans estalvien, invertisquen o gasten en nous productes, augmentant les eines per a la producció i la riquesa de la població.

## Finançament
Existeixen tres formes de finançar les importacions:
- Amb un saldo comercial favorable; és a dir, exportant més del que s'importa.
- Amb ingrés de capitals al país (turisme, inversió estrangera, etc.).
- Amb endeutament públic.

Si un país importa sense recórrer a l'endeutament ni a un tipus de canvi fix, l'economia no es veu afectada, cosa que sí que ocorre quan l'Estat intervé prenent deute o fixant tipus de canvi que no reflecteixen les preferències dels ciutadans.